# Musikalisches Schlachtengemälde
Das musikalische Schlachtengemälde (Fachausdruck: Battaglia, pl. Battaglien, von ital. battaglia, dt. ‚Schlacht‘) ist eine Gattung der Programmmusik und stellt den Kampf konkurrierender Armeen, Gruppen oder Personen musikalisch dar. Es enthält meist zahlreiche Instrumentaleffekte, so die Col-legno-Technik der Streicher (mit der Bogenstange) oder Fanfaren als Schlachtenrufe der Blechbläser, Glockengeläut als Triumph- und Friedenszeichen, Orgel und gegebenenfalls ein erweitertes Schlaginstrumentarium zur Imitation von Gewehrschüssen und Kanonensalven.
Das Schlachtengemälde steht bis zum 18. Jahrhundert im Zusammenhang mit höfischen Zeremoniellen und kann im 19. Jahrhundert eine Bühnenmusik zu großen Theateraufführungen (wie dem Pferdetheater) sein. Auch einfachere Instrumentalkompositionen, die programmatisch kriegerische Handlungen, Schlachten usw. schildern, wurden als Battaglia oder Battaille bezeichnet, so etwa in Stücken für Laute oder Gitarre im 16. und 17. Jahrhundert.

## Einige Beispiele

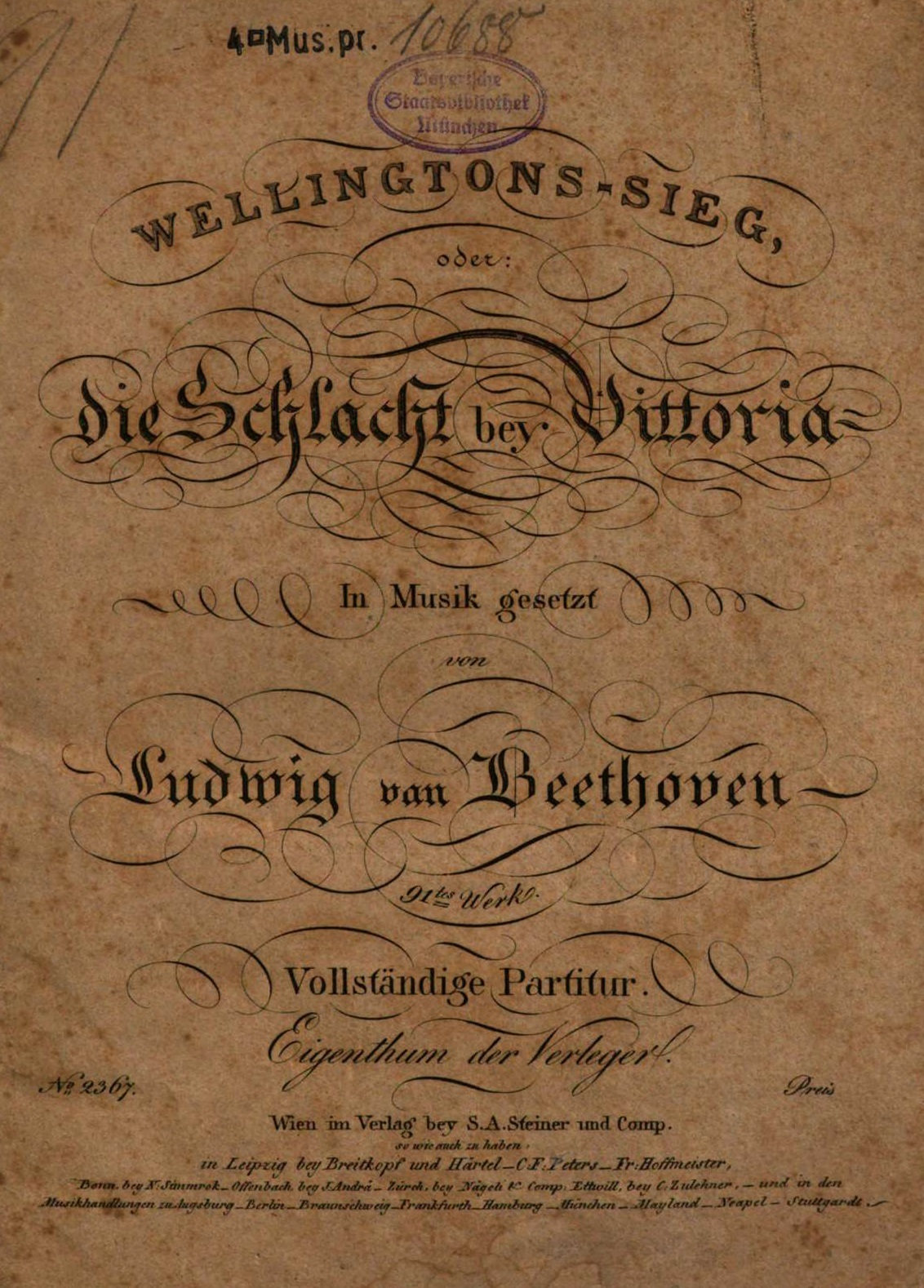
Ludwig van Beethoven: Wellingtons Sieg, oder die Schlacht bey Vittoria (Titelseite 1816)

- Clément Janequin (1472–1560) La battaglia francese oder La guerra
- Matthias Hermann Werrecore La batalgia Taliana über die Schlacht bei Pavia von 1525
- Tylman Susato Pavane Battaigle
- Giovanni Gabrieli Aria Della Battaglia
- Gioseffo Guami Canzon sopra La battaglia à 4
- Samuel Scheidt Galliard battaglia à 5
- Girolamo Frescobaldi: Capriccio sopra la Battaglia
- Adriano Banchieri La Battaglia
- William Byrd The Battell aus My Ladye Nevells Booke of Virginal Music (1591)
- Claudio Monteverdi Il combattimento di Tancredi e Clorinda (1624)
- Johann Caspar von Kerll Battaglia
- Gaspar Sanz Batalla (1674)[2]
- Andrea Falconiero Battaglia de Barabaso yerno de Santanas
- Marco Uccellini Sinfonia Boscarecia A Gran Battaglia, op. 8
- Dario Castello La Battaglia Sonata a quattro
- Cyriacus Wilche Battaglia für 2 Violinen, 3 Violen und Basso Continuo (1659)
- Clamor Heinrich Abel La Battaille Suite für 2 Violinen und B. C.
- Johann Heinrich Schmelzer Die Fechtschule
- Heinrich Ignaz Franz Bibers Battalia mit den Beschreibungen Das liederliche Schwärmen der Musquetirer – Mars – die Schlacht – Lamento der Verwundten, mit Arien imitirt und Baccho dedicirt.
- Johann Kuhnau Der Streit zwischen David und Goliath aus Bündel Musikalische Vorstellung einiger Biblischer Historien
- Jean-François Dandrieu Les caractères de la guerre (1718)
- Johann Valentin Meder Sonata di Battaglia aus „Die beständige Argenia“
- Paul Hainlein Batallia Sonata à 5
- Pedro de Araújo Batalha do 6. Tom
- Juan Bautista Cabanilles Batalla imperial im 5. Ton
- Wolfgang Amadeus Mozart zwei Kontratänze La bataille (KV 535), schildert die Belagerung der Österreicher von Belgrad 1788/89, und Der Sieg vom Helden Coburg (KV 587).
- Franz Koczwara The Battle of Prague
- Bernard Viguerie Bataille de Maringo: Pièce Militaire et Historique pour le Forte Piano avec accompagnement de violon et basse, 1800
- Johann Baptist Vanhal Le combat naval de Trafalgar et la mort de Nelson
- Christian Friedrich Ruppe La Grande Bataille
- Johann Wilhelm Wilms Schlacht von Waterloo (ein historisches Tongemählde)
- Ludwig van Beethovens Schlachtengemälde Wellingtons Sieg bei Vitoria über die Franzosen.
- Franz Liszts Symphonische Dichtung Hunnenschlacht, die einen vorläufigen Höhepunkt der Gattung darstellt.

Nicht zur musikalischen Gattung der Battaglia gehören einige Werke, die sich inhaltlich mit Kriegen und Schlachten beschäftigen:
- In gewissem Sinne kann auch Tschaikowskys Ouvertüre 1812 zu diesem Genre gezählt werden, obwohl hier mehr die Preisung des Sieges der Russen im Vordergrund steht.
- Dmitrij Schostakowitsch Sinfonie Nr. 7 op. 60, schildert die Belagerung von Leningrad durch die deutschen Truppen.
- Darbietung des Star-Spangled Banner durch Jimi Hendrix